# Slovenija na Svetovnem prvenstvu v hokeju na ledu 1999
Slovenija je na Svetovnem prvenstvu v hokeju na ledu 1999 B, ki je potekalo med 8. in 17. aprilom 1999 na Danskem, z dvema zmagama, remijem in štirimi porazi zasedla peto mesto. 

## Postava
- Selektor: Pavle Kavčič
- Vratarji: Klemen Mohorič, Gaber Glavič
- Branilci: Andrej Brodnik, Igor Beribak, Robert Ciglenečki, Bojan Zajc, Klemen Kelgar, Samo Kumar, Miha Rebolj
- Napadalci: Tomaž Vnuk, Jure Vnuk, Dejan Kontrec, Nik Zupančič, Andrej Razinger, Ivo Jan, Marjan Gorenc, Matjaž Mahkovic, Gregor Krajnc, Boštjan Kos, Edvin Karahodžič, Matevž Cerar, Marko Kumar

## Tekme
| 8. april 1999 | Slovenija | 1–2 | Združeno kraljestvo | Odense |

| Poročilo tekme | Poročilo tekme | Poročilo tekme | Poročilo tekme | Poročilo tekme |
| -------------- | -------------- | -------------- | -------------- | -------------- |
|                |                | (0:0,1:1,0:1)  |                |                |

| 9. april 1999 | Danska | 4–1 | Slovenija | Odense |

| Poročilo tekme | Poročilo tekme | Poročilo tekme | Poročilo tekme | Poročilo tekme |
| -------------- | -------------- | -------------- | -------------- | -------------- |
|                |                | (3:0,0:0,1:1)  |                |                |

| 11. april 1999 | Slovenija | 5–1 | Madžarska | Rødovre |

| Poročilo tekme | Poročilo tekme | Poročilo tekme | Poročilo tekme | Poročilo tekme |
| -------------- | -------------- | -------------- | -------------- | -------------- |
|                |                | (1:1,2:0,2:0)  |                |                |

| 12. april 1999 | Slovenija | 4–1 | Poljska | Rødovre |

| Poročilo tekme | Poročilo tekme | Poročilo tekme | Poročilo tekme | Poročilo tekme |
| -------------- | -------------- | -------------- | -------------- | -------------- |
|                |                | (2:0,2:0,0:1)  |                |                |

| 14. april 1999 | Kazahstan | 4–0 | Slovenija | Odense |

| Poročilo tekme | Poročilo tekme | Poročilo tekme | Poročilo tekme | Poročilo tekme |
| -------------- | -------------- | -------------- | -------------- | -------------- |
|                |                | (2:0,1:0,1:0)  |                |                |

| 15. april 1999 | Nemčija | 2–0 | Slovenija | Rødovre |

| Poročilo tekme | Poročilo tekme | Poročilo tekme | Poročilo tekme | Poročilo tekme |
| -------------- | -------------- | -------------- | -------------- | -------------- |
|                |                | (0:0,1:0,1:0)  |                |                |

| 17. april 1999 | Slovenija | 3–3 | Estonija | Odense |

| Poročilo tekme | Poročilo tekme | Poročilo tekme | Poročilo tekme | Poročilo tekme |
| -------------- | -------------- | -------------- | -------------- | -------------- |
|                |                | (1:1,1:1,1:1)  |                |                |